# Rihanna's Secret Body Spray Tour
Tournées par Rihanna
Rihanna: Live in Concert Tour
Le "Rihanna's Secret Body Spray Tour" a été une tournée de 9 concerts de promotion pour la chanteuse de la Barbade, Rihanna. Cette tournée a été une campagne pour vendre la nouvelle collection de Secret Body Spray dans différents centres commerciaux des États-Unis. Rihanna chantait un ensemble de 6 chansons et signait des affiches et des CD pour les fans.

## Liste des chansons
1. "My Name Is Rihanna"
2. "If It's Lovin' that You Want"
3. "You Don't Love Me (No, No, No)"
4. "The Last Time"
5. "Let Me"
6. "Pon de Replay"

## Dates et lieux des concerts
| Date             | Ville          | Pays       |
| ---------------- | -------------- | ---------- |
| 26 octobre 2005  | Cincinnati     | États-Unis |
| 27 octobre 2005  | Chicago        | États-Unis |
| 31 octobre 2005  | Salt Lake City | États-Unis |
| 2 novembre 2005  | Washington D.C | États-Unis |
| 4 novembre 2005  | Portland       | États-Unis |
| 5 novembre 2005  | Seattle        | États-Unis |
| 10 novembre 2005 | Dallas         | États-Unis |
| 11 novembre 2005 | Phoenix        | États-Unis |
| 7 décembre 2005  | Atlanta        | États-Unis |